# Хедемура (община)
Хедемура (на шведски: Hedemora kommun) е община разположена в лен Даларна, централна Швеция с обща площ 934 km2 и население 15 021 души (към 31 декември 2013). Административен център е град Хедемура.